# Heró (mestre de Procle)
Heró  (Heron, Ἥρων) fou escriptor i el mestre de Procle, però no es coneix cap detall de la seva obra. Johann Albert Fabricius creia que aquest Heró fou el mateix que és esmentat per Eutoci com el comentarista de l'Aritmètica de Nicòmac.